# FSV 07 Bischofsheim
Der FSV 07 Bischofsheim e.V. ist ein deutscher Fußballverein mit Sitz in Bischofsheim, einem Stadtteil der hessischen Stadt Maintal im Main-Kinzig-Kreis.

## Geschichte

### Gründung bis Zweiter Weltkrieg
Die Geschichte des Vereins beginnt bei der Gründung des Fußballclubs Alemania am 10. Juni 1907. Dieser fusioniert bereits im Jahr 1910 mit dem Athletenclub Germania zum Athletik-Sportverein Bischofsheim. Ein weiteres Jahr später kommt es mit dem Ballspielclub Viktoria zur Gründung eines zweiten Fußballvereins in der Gemeinde. Bedingt durch den Ausbruch des Ersten Weltkriegs schlossen sich beide Vereine zu einer Mannschaft zusammen und gingen im Jahr 1919 dann auch als gemeinsame Abteilung in den Athletik-Sportverein auf. Das Jahr 1923 stellt danach die Loslösung vom ASV da, wonach die Fußballer wieder als nun erneut eigenständiger FSV 07 Bischofsheim agierten. Im Jahr 1924 schloss man sich dann bereits der Turngesellschaft im Arbeiter-Turn- und Sportbund an. Nach der Machtergreifung der Nationalsozialisten und damit der Auflösung des Verbandes, kam es im Jahr 1933 zum Anschluss an den Turnverein von 1886. Nach dem Ausbruch des Zweiten Weltkriegs im Jahr 1939 kam der Spielbetrieb aber schon wieder komplett zum Erliegen.

### Nachkriegszeit
Nach dem Ende des Krieges organisieren sich die Fußballer erst einmal wieder als Abteilung in einer alle Sportvereine umfassende Sportgemeinschaft. Diese Mannschaft tritt in der Saison 1946/47 in der B-Klasse an und erreicht in derselben Saison auch die Meisterschaft und somit den Aufstieg in die A-Klasse. Im Jahr 1948 erfolgte dann wieder die Loslösung aus der Gemeinschaft und nun wieder die Zeit als eigenständiger Verein. Nach der Saison 1959/60 folgte dann wieder der Abstieg in die B-Klasse. Aus der man als Meister aber direkt in der Folgesaison wieder in die A-Klasse aufsteigen konnte. Nun begann eine sehr erfolgreiche Zeit für den Verein. Zuerst gelang als Vizemeister nach der Spielzeit 1964/65 der Aufstieg in die Bezirksklasse sowie dort als Meister nach der Saison 1968/69 der in die Gruppenliga. Gleich eine Saison später gelingt dort die nächste Meisterschaft und somit der Aufstieg in die zu dieser Zeit drittklassige Hessenliga. Konnte man dort nach der Saison 1970/71 dann die Klasse mit 29:39 Punkten über den 14. Platz noch halten, so ging es nach der Spielzeit 1971/72 mit 24:48 Punkten über den 17. Platz wieder zurück in die Gruppenliga. Hiernach endete nun die erfolgreiche Zeit und man stieg bereits nach der Runde 1974/75 in die Bezirksklasse und 1977/78 in die A-Klasse ab.
In der Saison 1989/90 befand sich die Mannschaft in der Kreisliga A und erlangte dort Meisterschaft und somit den Aufstieg in die Bezirksliga. Weiter ging es direkt in der Folgesaison mit einem weiteren Aufstieg in die Landesliga, aus der man aber auch sofort wieder absteigen sollte. Diesmal jedoch in die Bezirksoberliga, aus welcher nach der Spielzeit 1994/95 aber auch ein weiterer Abstieg in die Bezirksliga Hanau kam. In der Saison 1997/98 gelang dann noch einmal der Aufstieg in die Bezirksoberliga.

### Heutige Zeit
In der Saison 2003/04 spielte die Mannschaft in der Bezirksoberliga Ost und belegte dort mit 50 Punkten den sechsten Platz. Dort erreichte man mit 75 Punkten dann in der Saison 2005/06 die Meisterschaft und damit den Aufstieg in die Landesliga. Dort hat man aber keine Chance und steigt mit 35 Punkten über den 16. Platz direkt wieder ab. Aus der Bezirksoberliga wird dann schließlich noch zur Saison 2008/09 die neue Gruppenliga Frankfurt. Dort kann sich die Mannschaft dann lange halten, muss mit 27 Punkten nach der Saison 2017/18 jedoch in die Kreisoberliga Hanau absteigen. Dort spielt die Mannschaft auch noch bis heute.